# Heradida xerampelina
Espèce
Heradida xerampelina est une espèce d'araignées aranéomorphes de la famille des Zodariidae.

## Distribution
Cette espèce est endémique du Cap-Occidental en Afrique du Sud,. Elle se rencontre vers Bitterfontein.

## Publication originale
- Benoit, 1974 : Notules arachnologiques africaines. III. Revue de zoologie africaine, vol. 88, no 2, p. 427-436.